# Enoshima-Dentetsu-Linie
| straßenbündiger Abschnitt bei Enoshima |                   |                            |                            |
| |                   |                            |                            |
| Streckenlänge: | 10,0 km           |                            |                            |
| Spurweite: | 1067 mm (Kapspur) |                            |                            |
| Stromsystem: | 600 V =           |                            |                            |
| Minimaler Radius: | 28 m              |                            |                            |
| Streckengeschwindigkeit: | 45 km/h           |                            |                            |
| |                   |                            |                            |
| Gesellschaft: | Enoshima Dentetsu |                            |                            |
| \| \| \| ↔ Tōkaidō-Hauptlinie \| 1887– \| \| \| \| ← Odakyū Enoshima-Linie \| 1928– \| \| \| 0,0 \| Fujisawa \| Fujisawa \| \| \| \| \| \| \| \| 0,6 \| Ishigami \| Ishigami \| \| \| 1,2 \| Yanagikōji \| Yanagikōji \| \| \| 1,9 \| Kugenuma \| Kugenuma \| \| \| \| Katase \| \| \| \| 2,7 \| Shōnan-kaigan-kōen \| Shōnan-kaigan-kōen \| \| \| 3,3 \| Enoshima \| Enoshima \| \| \| \| Depot Enoshima \| \| \| \| \| straßenbündiger Abschnitt \| \| \| \| \| Kobe-gawa \| \| \| \| 3,9 \| Koshigoe \| Koshigoe \| \| \| 4,7 \| Kamakura-kōkō-mae \| Kamakura-kōkō-mae \| \| \| 5,1 \| Ausweiche Minegahara \| Ausweiche Minegahara \| \| \| 5,6 \| Shichirigahama \| Shichirigahama \| \| \| 6,8 \| Inamuragasaki \| Inamuragasaki \| \| \| \| Betriebswerk Gokurakuji \| \| \| \| 7,6 \| Gokurakuji \| Gokurakuji \| \| \| \| Gokurakuji-Tunnel (209 m) \| \| \| \| 8,3 \| Hase \| Hase \| \| \| 8,9 \| Yuigahama \| Yuigahama \| \| \| 9,2 \| Wadazuka \| Wadazuka \| \| \| 10,0 \| Kamakura \| Kamakura \| \| \| \| ↔ Yokosuka-Linie \| 1889– \| \| \| \| Kamakura-Komachi 1910–1949 \| \| |                   |                            |                            |
| Kreuzung geradeaus oben · Bahnhof quer · Strecke quer |                   | ↔ Tōkaidō-Hauptlinie       | 1887–                      |
| Abzweig nach links und von links · Kopfbahnhof Streckenende und quer |                   | ← Odakyū Enoshima-Linie    | 1928–                      |
| Kopfbahnhof Anfang Hochstrecke | 0,0               | Fujisawa                   | Fujisawa                   |
| Strecke Ende Hochstrecke |                   |                            |                            |
| Haltepunkt / Haltestelle | 0,6               | Ishigami                   | Ishigami                   |
| Haltepunkt / Haltestelle | 1,2               | Yanagikōji                 | Yanagikōji                 |
| Bahnhof | 1,9               | Kugenuma                   | Kugenuma                   |
| Brücke über Wasserlauf |                   | Katase                     | Katase                     |
| Haltepunkt / Haltestelle | 2,7               | Shōnan-kaigan-kōen         | Shōnan-kaigan-kōen         |
| Bahnhof | 3,3               | Enoshima                   | Enoshima                   |
| Betriebsstelle Streckenanfang und quer · Abzweig geradeaus und nach rechts |                   | Depot Enoshima             | Depot Enoshima             |
| U-Bahn-Strecke |                   | straßenbündiger Abschnitt  | straßenbündiger Abschnitt  |
| Brücke über Wasserlauf |                   | Kobe-gawa                  | Kobe-gawa                  |
| Haltepunkt / Haltestelle | 3,9               | Koshigoe                   | Koshigoe                   |
| Haltepunkt / Haltestelle | 4,7               | Kamakura-kōkō-mae          | Kamakura-kōkō-mae          |
| | 5,1               | Ausweiche Minegahara       | Ausweiche Minegahara       |
| Haltepunkt / Haltestelle | 5,6               | Shichirigahama             | Shichirigahama             |
| Bahnhof | 6,8               | Inamuragasaki              | Inamuragasaki              |
| Abzweig geradeaus und nach links · Betriebsstelle Streckenende und quer |                   | Betriebswerk Gokurakuji    | Betriebswerk Gokurakuji    |
| Haltepunkt / Haltestelle | 7,6               | Gokurakuji                 | Gokurakuji                 |
| Tunnel |                   | Gokurakuji-Tunnel (209 m)  | Gokurakuji-Tunnel (209 m)  |
| Bahnhof | 8,3               | Hase                       | Hase                       |
| Haltepunkt / Haltestelle | 8,9               | Yuigahama                  | Yuigahama                  |
| Haltepunkt / Haltestelle | 9,2               | Wadazuka                   | Wadazuka                   |
| U-Bahn-Abzweig mit Eisenbahn ehemals geradeaus und nach links · Kopfbahnhof Streckenende und quer | 10,0              | Kamakura                   | Kamakura                   |
| U-Bahn-Kreuzung mit Eisenbahn geradeaus unten (Strecke geradeaus außer Betrieb) · Bahnhof quer |                   | ↔ Yokosuka-Linie           | 1889–                      |
| U-Bahn-Kopfbahnhof Streckenende (Strecke außer Betrieb) |                   | Kamakura-Komachi 1910–1949 | Kamakura-Komachi 1910–1949 |

Die Enoshima-Dentetsu-Linie (jap. 江ノ島電鉄線, Enoshima dentetsu-sen) ist eine stadtbahnähnlich ausgebaute Eisenbahnstrecke auf der japanischen Insel Honshū. Sie verbindet in der Präfektur Kanagawa die Städte Fujisawa und Kamakura. Die zum Teil straßenbahnähnlich trassierte Strecke erschließt die touristisch bedeutende Region Shōnan mit zahlreichen Sehenswürdigkeiten und Kulturgütern, darunter die Halbinsel Enoshima. Betreiberin ist das Verkehrsunternehmen Enoshima Dentetsu, eine Tochtergesellschaft der Odakyu Group.

## Beschreibung
Die 10,0 km lange Strecke, deren östliche Hälfte zum Teil dem Nordufer der Sagami-Bucht folgt, besitzt die in Japan übliche Spurweite von 1067 mm (Kapspur). Sie ist mit Gleichstrom elektrifiziert, wobei die Versorgungsspannung der Oberleitungen 600 V beträgt. Die auf eine Höchstgeschwindigkeit von 45 km/h begrenzte Strecke ist fast gänzlich eingleisig, die Züge können sich aber an vier der 15 Haltestellen sowie an einer Ausweiche kreuzen. Dadurch ist es möglich, einen Zwölfminutentakt anzubieten. Ursprünglich war die Enoden nach der japanischen Straßenbahnverordnung konzessioniert, seit 1945 wird sie als Eisenbahn betrieben. Zwischen der Haltestelle Enoshima und der Brücke über den Bach Kobe-gawa existiert heute noch ein rund 450 Meter langer straßenbündiger Abschnitt. Ein 209 Meter langer Tunnel besteht zwischen Gokurakuji und Hase.
Neben dem Berufsverkehr dient die Enoden zu einem großen Teil dem touristischen Ausflugsverkehr. In der Nähe der Strecke befinden sich zahlreiche Sehenswürdigkeiten wie die buddhistischen Tempelanlagen Kōtoku-in, Hase-dera und Gokuraku-ji sowie die Halbinsel Enoshima.
Umsteigemöglichkeiten bestehen in Fujisawa auf die Tōkaidō-Hauptlinie von JR East und die Odakyū Enoshima-Linie der Odakyū Dentetsu, in Enoshima auf die Shōnan Monorail und in Kamakura auf die Yokosuka-Linie von JR East.

## Geschichte
Nach ihrer Gründung am 25. November 1900 errichtete die Enoshima Dentetsu K.K. den ersten Abschnitt der Strecke zwischen Fujisawa und Enoshima, der erste Zug verkehrte am 1. September 1902. Anschließend wurde die Strecke in mehreren Etappen verlängert: am 20. Juni 1903 von Enoshima nach Shichirigahama, am 1. April 1904 von Shichirigahama nach Gokurakuji, am 16. August 1907 von Gokurakuji nach Omachi und am 14. November 1910 nach Kamakura-Komachi.
Im Laufe der folgenden vier Jahrzehnte kam es zu mehreren Besitzerwechseln, bis die Enoden 1953 schließlich an die Odakyū Dentetsu gelangte und seither Bestandteil der übergeordneten Odakyu Group ist. Die Endstation in Kamakura-Komachi wurde am 1. März 1949 aufgehoben; seither verkehren die Züge zum Bahnhof Kamakura. Die Einführung von Mehrfachtraktion am 2. Juni 1971 ermöglichte den Einsatz von Zügen mit bis zu vier Wagen. Seit 2007 werden elektronische Fahrkarten der Typen PASMO und Suica anerkannt.

## Liste der Bahnhöfe

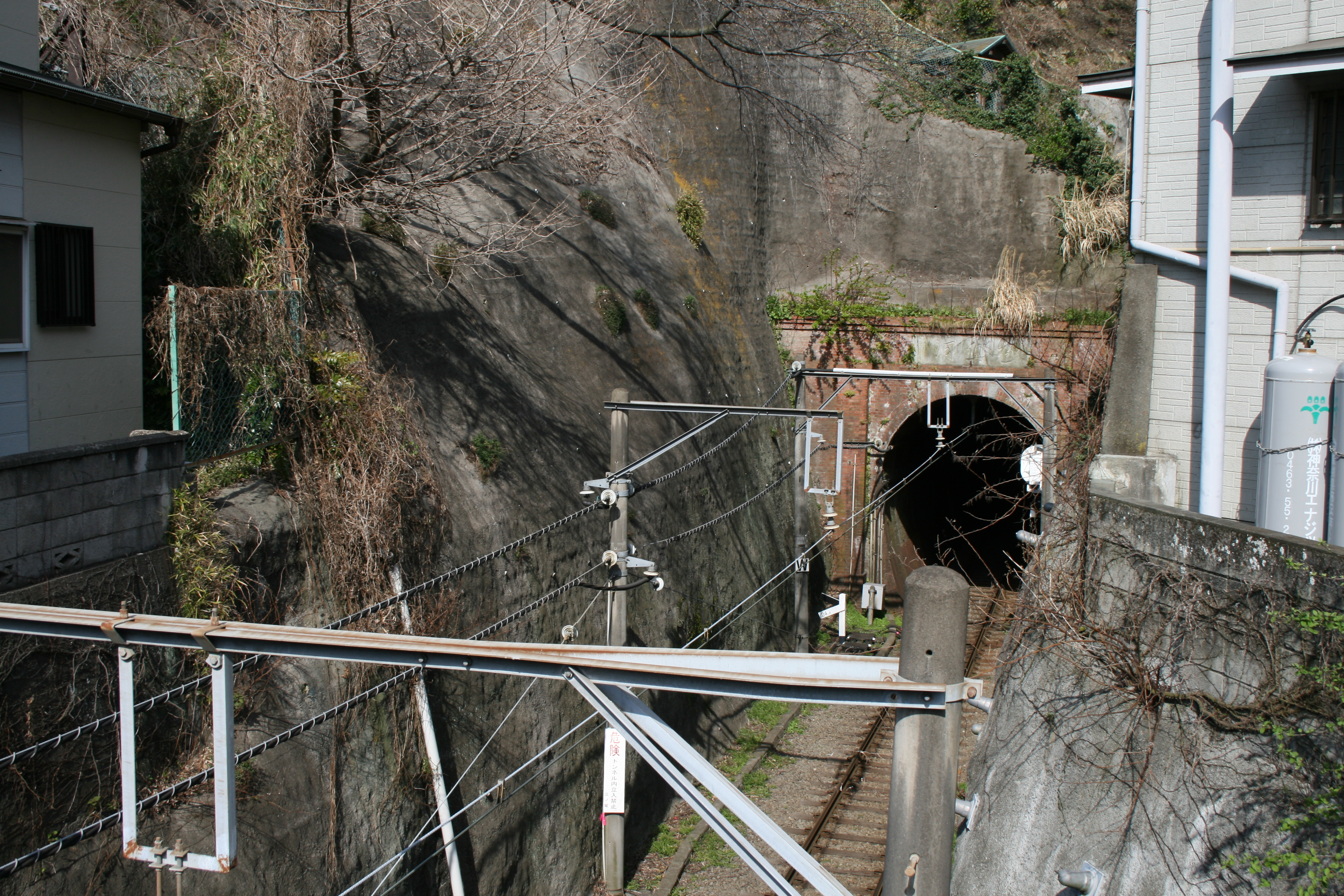
Gokurakuji-Tunnel

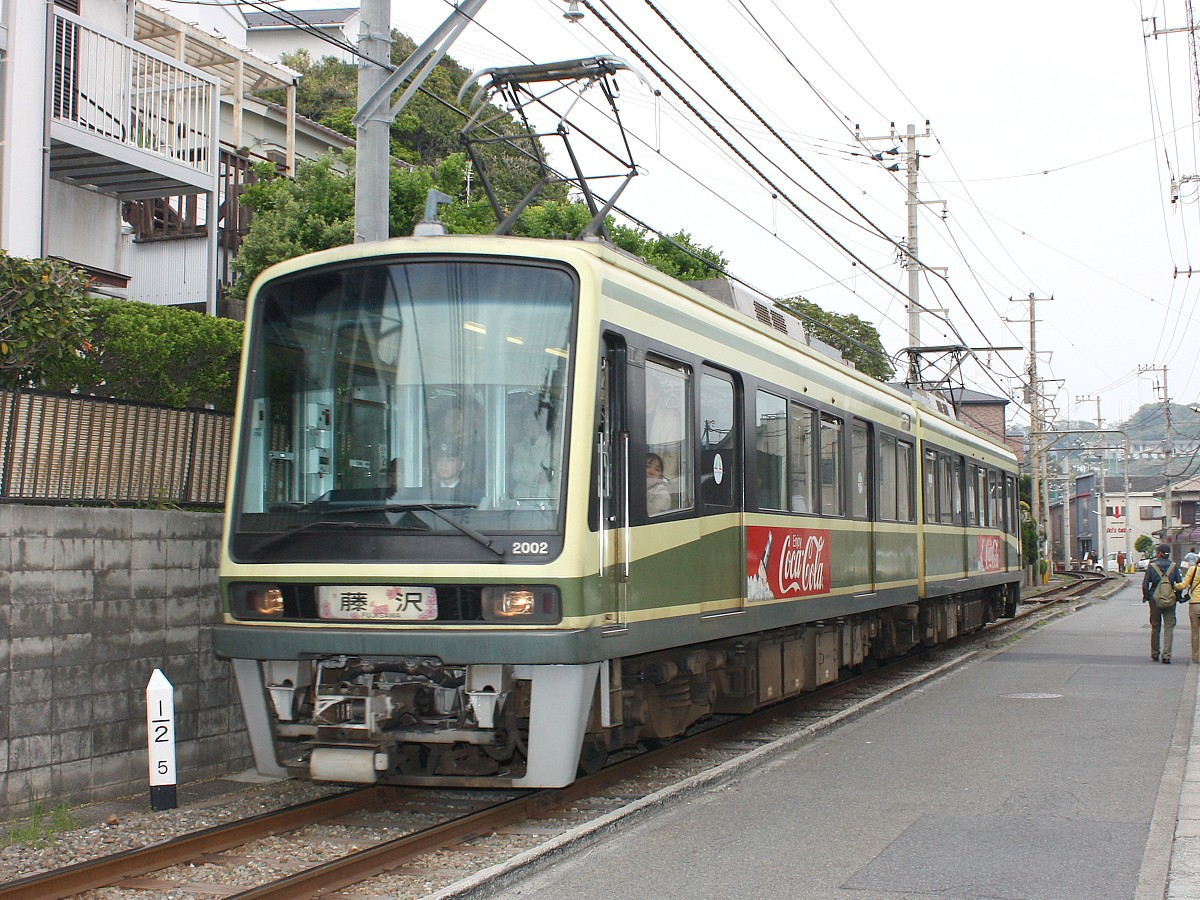
Triebwagen des Typs T2000

| Name | Name                              | km   | Anschlusslinien                          | Infrastruktur                               | Lage   | Ort      | Foto |
| ---- | --------------------------------- | ---- | ---------------------------------------- | ------------------------------------------- | ------ | -------- | ---- |
| EN01 | Fujisawa (藤沢)                   | 0,0  | Tōkaidō-Hauptlinie Odakyū Enoshima-Linie | eingleisige Endstation mit zwei Bahnsteigen | Koord. | Fujisawa |      |
| EN02 | Ishigami (石上)                   | 0,6  |                                          | eingleisige Haltestelle                     | Koord. | Fujisawa |      |
| EN03 | Yanagikōji (柳小路)               | 1,2  |                                          | eingleisige Haltestelle                     | Koord. | Fujisawa |      |
| EN04 | Kugenuma (鵠沼)                   | 1,9  |                                          | zweigleisige Haltestelle, Mittelbahnsteig   | Koord. | Fujisawa |      |
| EN05 | Shōnan-kaigan-kōen (湘南海岸公園) | 2,7  |                                          | eingleisige Haltestelle                     | Koord. | Fujisawa |      |
| EN06 | Enoshima (江ノ島)                 | 3,3  | Odakyū Enoshima-Linie Shōnan Monorail    | zweigleisige Haltestelle, Seitenbahnsteige  | Koord. | Fujisawa |      |
| EN07 | Koshigoe (腰越)                   | 3,9  |                                          | eingleisige Haltestelle                     | Koord. | Kamakura |      |
| EN08 | Kamakura-kōkō-mae (鎌倉高校前)    | 4,7  |                                          | eingleisige Haltestelle                     | Koord. | Kamakura |      |
|      | Minegahara (峰ヶ原信号場)         |      |                                          | Ausweiche                                   | Koord. | Kamakura |      |
| EN09 | Shichirigahama (七里ヶ浜)         | 5,6  |                                          | eingleisige Haltestelle                     | Koord. | Kamakura |      |
| EN10 | Inamuragasaki (稲村ヶ崎)          | 6,8  |                                          | zweigleisige Haltestelle, Mittelbahnsteig   | Koord. | Kamakura |      |
| EN11 | Gokurakuji (極楽寺)               | 7,6  |                                          | eingleisige Haltestelle                     | Koord. | Kamakura |      |
| EN12 | Hase (長谷)                       | 8,3  |                                          | zweigleisige Haltestelle, Seitenbahnsteige  | Koord. | Kamakura |      |
| EN13 | Yuigahama (由比ヶ浜)              | 8,9  |                                          | eingleisige Haltestelle                     | Koord. | Kamakura |      |
| EN14 | Wadazuka (和田塚)                 | 9,2  |                                          | eingleisige Haltestelle                     | Koord. | Kamakura |      |
| EN15 | Kamakura (鎌倉)                   | 10,0 | Yokosuka-Linie Shōnan-Shinjuku-Linie     | zweigleisige Endstation                     | Koord. | Kamakura |      |